# نیک مورگان
نیک مورگان (انگلیسی: Nick Morgan؛ زادهٔ ۱۹۵۳) استاد ارتباطات غیرزبانی، و نویسنده آمریکایی است. مورگان مدارک A.B. در ادبیات انگلیسی از دانشگاه پرینستون در ۱۹۷۶، و M.A، و دکترای آن در ادبیات انگلیسی از دانشگاه ویرجینیا را به ترتیب در ۱۹۷۷ و ۱۹۸۱ دریافت کرد.